# Luís Adriano Carlos
Luís Adriano Carlos (N. 1959, Vila Nova de Foz Côa, Portugal) é poeta, ensaísta, compositor musical e professor universitário. Vive na cidade do Porto desde 1977. Tem quatro filhos.

## Carreira
Obteve os graus de Licenciado, Mestre e Doutor em 1981, 1986 e 1993. Em 2005, tornou-se titular do título de Agregado. 
Iniciou a carreira académica em 1982, na U.Porto. Ensinou Literatura, Teoria Literária e Estéticas Literária, Musical e Comparada, suas principais áreas de investigação. Regeu e leccionou ainda as disciplinas de Crítica do Gosto, Discursos do Modernismo Português, Estética Literária, Literatura Portuguesa Contemporânea, Literatura Portuguesa e Música, Metodologia dos Estudos Literários, Semiótica Literária, Teoria do Gosto Literário, Teoria e Crítica da Modernidade, Teorias Poéticas da Modernidade.
Aposentou-se em 2024.

## Ensaios
Entre os seus estudos de Crítica e História literárias, Poética, Retórica e Estética, destacam-se O Classicismo Modernista de José Régio (1991, reed. 1994) e Fenomenologia do Discurso Poético (1999), galardoados, respectivamente, com o Prémio de Ensaio José Régio e o Grande Prémio de Ensaio da Associação Portuguesa de Escritores, bem como Metamorfosis del Signo y una Supra-Metamorfosis de Jorge de Sena (1986), Poesia Moderna e Dissolução (1989), O Hipertexto Literário (1996), Fenomenologia da Expressão Literária (1996), Jorge de Sena, der Wortalchemist (1997), A Poesia de Sophia (2000), A Margem da Alegoria em Ruy Belo (2000), O Arco-Íris da Poesia (2002), A Geração dos «Cadernos de Poesia» (2002), «Presença» e a Poética Modernista (2003), Epístola aos Realistas Que se Ignoram (2004), Fisiologia do Gosto Literário (2004, reed. 2006 com o título A Estética do Feio como Desafio à Poesia do Nosso Tempo), e Três Ensaios sobre José Régio e o Modernismo (2005).
Organizou e prefaciou diversas obras de autores portugueses, nomeadamente Padre António Vieira, Bocage, Alberto de Oliveira, José Régio, Saúl Dias, Alberto de Serpa, Políbio Gomes dos Santos, Luís Veiga Leitão, José Emílio-Nelson, Fernando Castro Branco e Óscar Lopes, tendo difundido no nosso tempo, através de edições fac-simile, as revistas históricas Árvore e Cadernos de Poesia.
Em 2017, publicou Crítica do Gosto Literário como introdução à monumental antologia Os mais Belos Poemas Portugueses Escolhidos por Vinte e Cinco Poetas, que organizou e anotou durante quase duas décadas, em 2 volumes de 1262 páginas, para a Editora Modo de Ler, do Porto.
Crítica do Gosto Literário, estudo de 2002 que só veio a lume em 2017, forma um díptico com o ensaio Fisiologia do Gosto Literário, de 2004, que expõe os fundamentos da Estética Literária preconizada pelo Autor e por ele instituída como área científica e curricular, em 2007, na Universidade Portuguesa.

## Poesia
É autor das obras de poesia A Mecânica do Sexo XX (Porto, AEFLUP, 1983), Invenção do Problema (Lisboa, Moraes Editores, 1986), Livro de Receitas (Porto, Campo das Letras, 2000), O Suicida Aprendiz (Porto, ASA, 2002), A Mecânica do Sexxo XXI (Famalicão, Quasi, 2003) e Torpor (Porto, Porto Editora, 2020).

## Outros trabalhos
As suas composições musicais, assinadas por Aristoxen, produtor e mastering engineer, têm sido difundidas internacionalmente por rádios de vários países e na Web.